# Fluweel

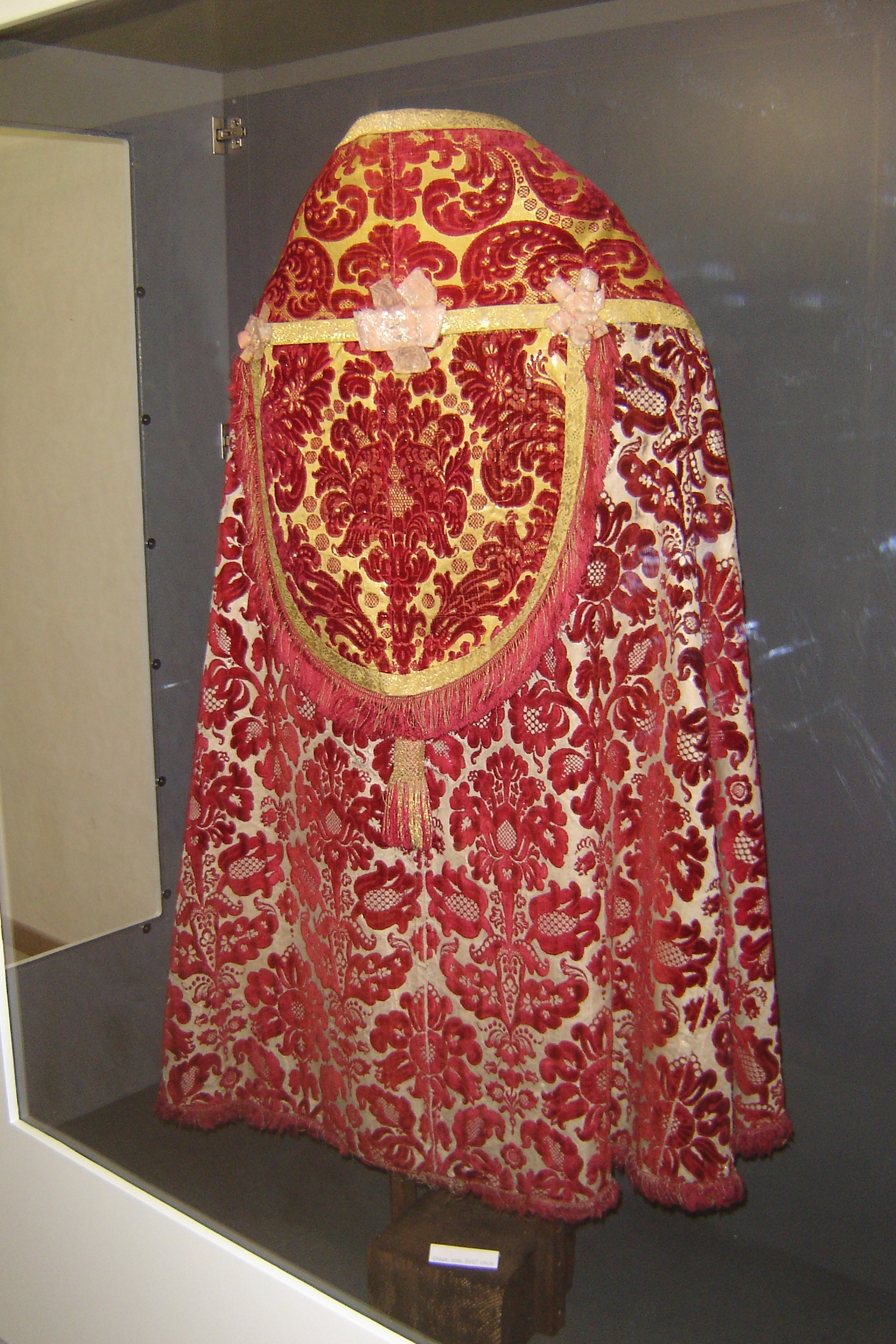
Koorkap uit gesneden fluweel, XVIe eeuw.

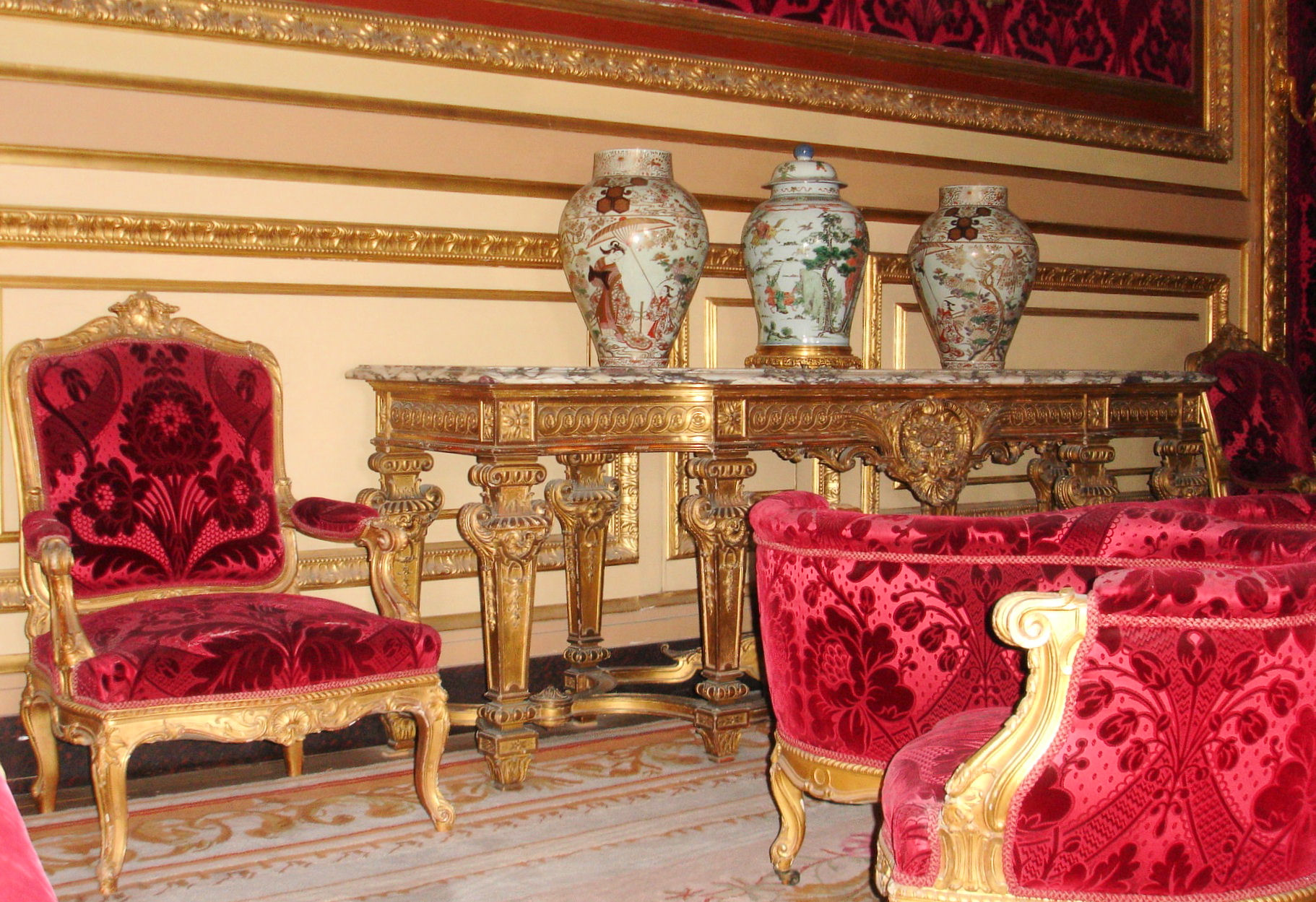
Franse meubels (Louvre), bekleding in kersenrood fluweel. Napoleon III-stijl

Fluweel is een geweven stof, waarbij rechtopstaande pluizen, de zogenaamde pool van zijde of katoen met de kettingdraden zijn meegeweven en zijn afgesneden. Tegenwoordig worden ook andere stoffen zoals linnen, wol, mohair, en ook synthetische stoffen gebruikt. Soms wordt er een beetje lycra toegevoegd om een zekere mate van elasticiteit te bereiken.
Fluweel is een zachte en fijne, glanzende stof, die vanouds gebruikt wordt voor kostbare kleding. De uit Azië afkomstige techniek van het fluweelweven kwam rond 1400 in Italië tot bloei, in het bijzonder in Lucca, Florence, Venetië en Genua; die laatste stad is nog altijd een fluweelcentrum. In de 16e eeuw werd Brugge een centrum van fluweelwevers, dat in kwaliteit voor het Italiaanse voorbeeld niet onderdeed. Ook op andere plaatsen werd fluweel geweven, maar in mindere mate.
Rijke mensen in de 17e eeuw droegen vaak fluweel, en woonden op een voorname gracht, waar onder andere de straatnaam Fluwelen Burgwal van getuigt, die zowel in Den Haag als in Monnickendam voorkomt. Ook in Amsterdam was ooit een Fluwelen Burgwal. Het Huis aan de Drie Grachten heeft aan de kant van de Oudezijds Voorburgwal een gevelsteen waarin die naamgeving nog te herkennen is.
Fluweel wordt geweven met een speciaal type weefgetouw. De Metexmachine is een speciaal type weefmachine ontworpen voor de productie van fluweel. De inslag wordt ingevoegd in de onderste gaap van een dubbele gaapopening. De pool wordt verkregen door het plaatsen van stalen stangen of roeden in de bovenste gaap. Tijdens het uittrekken van de roeden van de pool kan men kiezen tussen gesneden of ongesneden pool of een combinatie van beide. De roedes kunnen onderscheiden worden in twee grote groepen.

## Ongesneden fluweel
Ten eerste zijn er de roeden om een lusvormige pool te creëren. Omdat er geen mesje staat op het uiteinde worden de draden die over de roede liggen niet opengesneden en krijgt men een ongesneden pool. Zijdefluweel is zeer kostbaar, wordt in Europa vervaardigd, en vaak gebruikt door goudborduurders, o.a. voor gewaden. De diepe kleur maakt deze stofsoort uitermate geschikt voor het dragen van zwaar goudborduurwerk.

## Gesneden fluweel
Een bekende fluweelsoort was velours de Gênes ("fluweel uit Genua") of gesneden fluweel. Bij deze oude ambachtelijke techniek is de pool manueel doorgesneden. Een gesneden pool krijgt men door aan het uiteinde van de roede een klein mesje te bevestigen. Bij het uittrekken van de roede worden alle (pool) draden die er over liggen mooi doormidden gesneden.
Door jaquardtechnieken kan men patronen inweven, een techniek die in de 16de eeuw zeer geliefd was. Dit soort fluweel wordt toegepast bij meubels, zware kledij en in het bijzonder bij religieuze gewaden.
Naast deze twee soorten is er ook nog een derde mogelijkheid: men kan met de wireflex twee roedes boven elkaar weven. Zo krijgt men een reliëf.

## Typen
- Chiffon: Zeer lichtgewicht fluweel op een doorzichtige chiffon-basis van zijde of rayon.
- Ciselé: Fluweel waarbij gesneden en ongesneden pool wordt gecombineerd om patronen te vormen.
- Verkreukelde fluweel: Glanzend fluweel met een verkreukeld uiterlijk, gemaakt door de stof in verschillende richtingen te drukken of mechanisch te draaien terwijl het nog nat is.
- Devoré of uitgebrande fluweel: Fluweel behandeld met een bijtende oplossing om delen van de pool weg te vreten, waardoor een patroon ontstaat op een gladde of lichtgewicht basisstof.
- Reliëffluweel: Fluweel waarop een metalen roller is gebruikt om een patroon in de stof te drukken met behulp van hitte.
- Gehamerde fluweel: Zeer glanzend fluweel met een verkreukeld en gespikkeld uiterlijk.
- Lyons: Dichtgeweven, stijve, zwaardere fluweel gebruikt voor hoeden, jassen en kledingstukken.
- Velour de Panne (ook wel spiegelfluweel genoemd): Zeer zachte en licht gekneusde fluweel.
- Nacré: Fluweel met een effect vergelijkbaar met weerskynsy, waarbij de pool in een of meer kleuren is geweven en de basisstof in een andere kleur, wat een wisselend, iriserend effect creëert.
- Panne fluweel: Gekneusde fluweel geproduceerd door de pool in één richting te forceren door zware druk uit te oefenen. Soms ook wel paon-fluweel genoemd.
- Pool-op-pool fluweel: Luxe fluweel geweven met pool van verschillende hoogtes om patronen te vormen.
- Gewone fluweel: Fluweel meestal gemaakt van katoen, met een stevige aanvoeling en geschikt voor vele doeleinden.
- Utrecht: Fluweel met een geperst en gekarteld uiterlijk, geassocieerd met Utrecht.
- Ferweel of katoenfluweel: Nagemaakte fluweel meestal gemaakt van katoen of een combinatie van katoen en zijde, met een korte, dichte pool.
- Fluweel met lege achtergrondgebieden: Fluweel geweven met lege achtergrondgebieden, meestal van satijn, die het patroon van de stof vormen.
- Trouwringfluweel of ringfluweel: Alternatieve term voor Devoré en/of chiffonfluweel, fijn genoeg om door een ring te trekken.

## Materialen
Fluweel kan worden gemaakt van verschillende soorten vezels, waarvan zijde de duurste is. Veel van het fluweel dat tegenwoordig als "zijde fluweel" wordt verkocht, is een mengsel van zijde en een andere vezel, vaak rayon of katoen. Fluweel dat volledig van zijde is gemaakt, is zeldzaam en heeft meestal marktprijzen van enkele honderden euro's per meter. 
Katoen wordt ook gebruikt om fluweel te maken, hoewel dit vaak resulteert in een minder luxueuze stof. Daar staat dan wel tegenover dat dit type, waarvan de traditionele 'smoking jackets' worden gemaakt, beter bestand zijn tegen de rook en as dan de andere varianten. 
Fluweel kan ook worden gemaakt van vezels zoals linnen, mohair en wol. Een doek gemaakt door de Kuba-mensen van de Democratische Republiek Congo van de raffiapalm wordt vaak "Kuba fluweel" genoemd. 
Modern fluweel kan polyester, nylon, viscose, acetaat of mengsels van synthetische en natuurlijke vezels zijn (bijvoorbeeld viscose gemengd met zijde produceert een zeer zachte, reflecterende stof). Soms wordt een klein percentage spandex toegevoegd om het eindmateriaal een zekere mate van rek te geven (vandaar "stretch fluweel")